# Isocybus grandis
Isocybus grandis är en stekelart som först beskrevs av Nees von Esenbeck 1834.  Isocybus grandis ingår i släktet Isocybus och familjen gallmyggesteklar. Inga underarter finns listade i Catalogue of Life.